# Listă de filme în genul mister din anii 1940
Aceasta este o listă de filme în genul mister din anii 1940
- Ellery Queen, Master Detective (1940)
- Rebecca (1940)
- Dressed to Kill (1941)
- The Gay Falcon (1941)
- Șoimul maltez (1941)
- Shadow of the Thin Man (1941)
- Eyes in the Night (1942)
- The Falcon's Brother (1942)
- The Falcon Takes Over (1942)
- The Glass Key (1942)
- Sherlock Holmes Faces Death (1942)
- The Falcon in Danger (1943)
- Whistling in Brooklyn (1943)
- Gaslight (1944)
- Laura (1944)
- Murder My Sweet (1944)
- The Scarlet Claw (1944)
- The Spider Woman (1944)
- The Thin Man Goes Home (1944)
- The Whistler (1944)
- Johnny Angel (1945)
- Cornered (1945)
- And Then There Were None (1945)
- Sherlock Holmes and the House of Fear (1945)
- Lady on a Train (1945)
- The Woman in Green (1945)
- Pursuit to Algiers (1945)
- Terror by Night (1946)
- Dressed to Kill (1946)
- The Big Sleep (1946)
- Black Angel (1946)
- The Blue Dahlia (1946)
- The Dark Corner (1946)
- So Dark the Night (1946)
- Mysterious Intruder (1946)
- Murder is my Business (1946)
- Nocturne (1946)
- The Brasher Doubloon (1947)
- Crossfire (1947)
- Johnny O'Clock (1947)
- Lured (1947)
- My Favorite Brunette (1947)
- Hard Boiled Mahoney (1947)
- Lady in the Lake (1947)
- Out of the Past (1947)
- Song of the Thin Man (1947)
- The Big Clock (1948), refăcut ca No Way Out (1987)
- The Lady from Shanghai (1948)
- Rope (1948)
- Manhandled (1949)
- Too Late for Tears (1949)